# Билгарене (Старозагорська область)
Билгаре́не (болг. Българене) — село в Старозагорській області Болгарії. Входить до складу общини Раднево.

## Населення
За даними перепису населення 2011 року у селі проживали 85 осіб.
Національний склад населення села:
| Національність   | Кількість осіб | Відсоток |
| ---------------- | -------------- | -------- |
| болгари          | 77             | 90,6%    |
| цигани           | 6              | 7,1%     |
| Всього відповіли | 85             |          |

Розподіл населення за віком у 2011 році:
Динаміка населення: